# Сологуб Володимир Степанович
Володимир Степанович Сологуб (нар. 30 липня 1927, Полове — пом. 11 травня 1983, Львів) — український радянський історик, дослідник історії математики і математичної фізики, кандидат фізико-математичних наук з 1964 року.

## Біографія
Народився 30 липня 1927 року в селі Половому (тепер Шептицький район Львівської області, Україна) в селянській сім'ї. 1951 року закінчив фізико-математичний факультет Львівського університету.
У 1951—1959 роках — на педагогічній роботі, зокрема з 1954 по 1958 рік завідував кафедрою математики фізико-математичного факультету Слов'янського учительського інституту. У 1959—1962 роках навчався в аспірантурі Інституту математики АН УРСР у відділі історії математики. У 1962—1963 роках працював в Інституті математики АН УРСР; у 1963—1981 роках — в Інституті історії АН УРСР: з 1963 року — старший інженер-керівник групи історії математики; у 1963—1965 роках — молодший науковий співробітник, у 1965—1981 роках — старший науковий співробітник відділу історії природознавства. 1964 року в Об'єднаній раді Інститутів математики, кібернетики і Головної астрономічної обсерваторії АН УРСР захистив кандидатську дисетрацію на тему «Развитие методов решения уравнения Лапласа в XVIII и XIX столетиях». З 1981 року працював в Інституті прикладних проблем механіки і математики АН УРСР у Львові.
Помер у Львові 11 травня 1983 року.

## Наукова діяльність
Досліджував діяльність математиків Дмитра Граве, Софії Ковалевської, Олександра Ляпунова, Володимира Стеклова, Михайла Остроградського. Опублікував 55 праць, в тому числі:
- «Развитие теории эллиптических уравнений в XVIII и XIX столетиях» (Київ, 1975)(рос.);

Один з авторів колективних праць:
- «История отечественной математики». В 4-х томах (Київ, 1966, 1967, 1968, 1978)(рос.);
- «История математического образования в СССР» (Київ, 1975)(рос.);
- «Нариси з історії техніки і природознавства» (Київ, 1965, 1967, 1970, 1971, 1972, 1974, 1975).